# Padre (wyspa)
Padre (ang. Padre Island) – największa na świecie wyspa barierowa, zlokalizowana u wybrzeży amerykańskiego stanu Teksas, w zachodniej części Zatoki Meksykańskiej. Jest drugą pod względem wielkości wyspą kontynentalnej części Stanów Zjednoczonych (po Long Island). Nazwana została na cześć ojca (hiszp. padre) José Nicolás Ballíego, pierwszego misjonarza w hrabstwie Cameron. Jej długość przekracza 183 km, a szerokość waha się od kilkudziesięciu metrów do 3 km.
Ciągnie się łagodnym łukiem, od ujścia do Zatoki rzeki Rio Grande na południu, do miasta Corpus Christi na północy.
Od lądu stałego oddziela ją Laguna Madre, a łączą z wybrzeżem, przy dwóch krańcach, mosty drogowe. W łańcuchu wysp barierowych na północ od niej leży Mustang Island, a na południe Brazos Island. Padre zbudowana jest w całości z piasku i powstała w ciągu ostatnich kilku tysięcy lat. Od 1964 jest przedzielona na dwie części przez sztucznie zbudowany kanał. Około jedną trzecią powierzchni wyspy, jej środkową część, zajmuje Padre Island National Seashore. Chronione są miejsca lęgowe żółwia zatokowego.
Na terenach nieobjętych ochroną znajdują się osiedla ludzkie, na południowym krańcu wyspy miejscowość South Padre Island, północny kraniec jest częścią miasta Corpus Christi. Ciepłe wody Zatoki Meksykańskiej przyciagają turystów, a obfitość ryb wędkarzy. Wyspa jest popularnym miejscem wakacyjnego i weekendowego wypoczynku. Powstało na niej wiele hoteli i condohoteli, zwłaszcza na jej północnym krańcu, w Corpus Christi.